# Coxcomb Peak
Coxcomb Peak är en bergstopp i Antarktis. Den ligger i Östantarktis. Australien gör anspråk på området. Toppen på Coxcomb Peak är 1 802 meter över havet.
Terrängen runt Coxcomb Peak är kuperad åt sydväst, men åt nordost är den platt. Trakten är glest befolkad. Närmaste befolkade plats är Odell Glacier Station, 3,9 kilometer nordost om Coxcomb Peak. 